# 溫瑞安群俠傳
《溫瑞安群俠傳》是由香港漫畫家司徒劍僑編繪，改編來自武俠小說家溫瑞安的大部分作品。《溫瑞安群俠傳》是司徒劍僑集合著名武侠文学家溫瑞安筆下的作品，在原有的角色與故事尋找突破，在一個群雄分割的龐大江湖中，講述傳奇。由一漫年出版有限公司出版發行，2009年開始出版。
本作品曾經在网上动漫电台“港漫咬蔗帮”所举辦的“2009年最佳港漫大选”獲得“最佳长编香港漫畫第三位”、“最佳主编第二位--司徒劍僑(溫瑞安群俠傳)”、“最佳编剧第二位--林一壹(溫瑞安群俠傳)”、“我最喜爱漫画角色第二位--關七(溫瑞安群俠傳)”，成為當年最大赢家之一。

## 故事簡介
“金風捲細雨，江湖六分半，迷天無是處，最惡權力幫。”是江湖流傳的五言律詩，裡面包含了江湖四大勢力的名字。

故事一開始就由名動天下的四大名捕硬闖江湖四大勢力中的“迷天盟”掀開序幕，“迷天盟”之首領關七是江湖上無人不知的一個瘋子，到底他夜闖大內禁宮所為何事呢？接下來的還有“金風細雨樓”的蘇夢枕、“六分半堂”的雷損與狄飛驚、“權力幫”的李沉舟與柳五、“天下第一刺客”唐斬、“神州奇俠”蕭秋水等等重量級人物陸續登場，突然間整個江湖風起雲湧、龍虎際會！

## 主要角色
- 王小石

初出茅廬，本來如路邊的一顆小石頭不起眼，不知輕重對上權力幫，甚至試圖對李沉舟講道理。滾動的石頭不生青苔，磨出耀眼光芒：只憑著一個單純如石頭般堅硬的心思，周遊在眾強者前，身份具備了白愁飛的摯友、關七的義弟、甚至是李沉舟的青睞，原本王小石喜歡如一碗陽春麵平淡般的人生，逐漸和這個複雜多桀的江湖永不分開了…
武功:後天大乘訣、隔空相思刀、凌空銷魂劍、破體無形劍氣
兵器:挽留奇劍
| 隔空相思刀 - 春風無痕 - 愛恨交纏 - 紅豆相思 - 相思旋剮 - 朝思暮想 - 情牽三丈 |

| 凌空銷魂劍 - 一瞬銷魂 - 情意綿綿 - 愁腸百轉 - 春夢無痕 - 半醒銷魂 - 覆水難收 |

| 相思暗銷魂，刀劍痛分離 十六字口訣：“相思苦短，銷魂恨長；大道難挽，小愛易留。” - 相思銷魂，愛恨交纏 - 天地逆衝，乾坤震爆 - 明分暗合，緣生緣滅 |

- 白愁飛

王小石之好友，英氣勃發，傲比天高，志在揚名天下。
武功:驚神指
| 驚神指 - 立春 - 雨水 - 惊蛰 - 春分 - 清明 - 谷雨 - 立夏 - 小满 - 芒种 - 夏至 - 小暑 - 大暑 - 立秋 - 处暑 - 白露 - 秋分 - 寒露 - 霜降 - 立冬 - 小雪 - 大雪 - 冬至 - 小寒 - 大寒 - 大雪小暑.冰火連天 - 四季交馳.破極驚神 - 三指弹天.破煞 - 三指弹天.惊梦 - 三指弹天.天敌 |

- 溫柔

外號“小寒山燕”。
| 星星刀法 - 飛星閃擊 - 流星閃逝 - 流星乍閃 - 漫天星閃 - 星光乍現 - 星輝遍地 - 星輝蓋月 - 小守護星 - 大十字星 - 月轉星移 - 游星幻步 |

- 天下第七

兵器:無弦無音琴（千個太陽）
| 千個太陽 - 意在心時用莫留·萬般殺器隨我手 - 萬般殺器隨我手·力有不逮當回頭 - 無獨有偶不知數·敢犯蝗禍蔽天穹 - 三分金鑼震十方·一氣呵成丈八戟 - 珠落玉盤宮商角·徵用神通羽化凌（治療） - 左手翻雲右覆雨·同弦異音神佛誅 - 千變大陽手裡弄·七色彩虹卸無窮（最強守招） |

## 南宋朝廷
- 南宋皇帝(趙構)
- 皇太後
- 丞相(李繼)
- 諸葛神侯

“自在門”上代高手中排行第三，四大名捕的恩師，當今太傅暨十八萬禁軍總教頭，天子座下第一人，四大名捕授業恩師，武功超凡入聖博古通今聰明絕世，不世出的一代宗師。
武功:千里揚翔先天氣、落花流水隨緣掌
- 小侯爺(方應看)

武功:龍行劍法(盤龍守珠、咫尺龍騰、幻龍橫空、地龍破嶺、神龍震怒)
兵器:血河古劍
- 元十三限

“自在門”上代高手中排行第四，諸葛神侯之師弟，妒忌師兄之成就，認為諸葛神侯只是比他好運。
武功:恨極拳、仇極掌

### 『神侯府』
- 無情(盛崖餘)

四大名捕中之首，諸葛先生的入門大弟子。幼年時慘遭十三凶手灭门，幸得諸葛先生相救保住性命并收養，但經脈被震斷，双腿被废，要以輪椅代步，而且終生不能修煉內外武功。可幸他並不因此而气餒挫敗，以坚强意志和毅力，練成以獨特的巧勁收發暗器，手法出神入化，独步天下，暗器從不沾毒，被江湖人士稱:暗器明用，被赞誉為“明器之王”。
武功:暗器明用(火樹銀花、大巧無鋒)
- 鐵手(鐵游夏)

四大名捕中之二，帶藝入门。江湖經验丰富，内力已達炉火纯青的境界，是四大名捕中內家修為最高的一人，仅次於师父諸葛先生，一雙鐵掌刀槍不入，百毒不侵，故得其名，在武林中被稱为「一雙最有份量的手」。
武功:一以貫之神功、鐵臂兇拳(蒼天驚雷、鐵劃縱橫、紅牆赤壁)
- 追命(崔略商)

四大名捕中之三，五歲時父母雙亡，從此流落江湖。擅长腿法、轻功也奇佳、追踪术一流。因为追命办案，向無失手，无论凶手巨盗，最终仍被他追回来，所以人稱之为“追命”。又因他腿法极好，也有人叫他“神腿追命”。
武功:追命十一腿(雷追電、雨追風、火追風)
- 冷血(冷凌棄)

四大名捕中之四，四大名捕中年紀最小，入门最晚。是“大連盟”总盟主“不死神龍”冷悔善的遺孤，性格坚忍不拔，與人搏鬥，只進不退，遇強愈強，受伤更勇，凡做一件事，必全力以赴，無後退之心，能站著的时候絕不坐下。習武比別人更迅疾快捷，但到达一定境界就不易再提高。
武功:冷血四十九路快劍(封喉一劍)

### 『刑部』
- 任勞、任怨

## 江湖四大勢力
“金風捲細雨，江湖六分半；迷天無覓處，最惡權力幫。”一個簡易輕快的順口溜，正正道出南宋當今的江湖形勢——群雄逐鹿，四大皆凶。

### 『權力幫』
除了朝廷，當今世上最強大的勢力，論人馬，遠勝六分半堂，論威勢，金風細雨樓望塵莫及，論地盤，更是遍集大江南北，無遠弗屆，黑白兩道莫不忌憚三分，聞風膽顫。
- 李沉舟

江湖四大勢力之一“權力幫”現任幫主，外號“君臨天下李沉舟”，霸氣凜然，好武成痴，鐵拳無敵，擅長用拳也熱愛用權力的江湖巨人，同時也是黑道上的皇帝。
武功:翻天三十六路•奇
| 翻天三十六路•奇 【翻天三十六路·奇】一門迥絕古今的內家心法，炁為神，意為體，形為用，內涵三十六變，雖然無招無式，但只要修煉有成，寄諸於百般兵器以至拳掌爪腿任何武技，均可融合無間，發揮出驚世駭俗之強大威力，奇功之名，當之無愧。 防守/卸勁篇 1.奇正交加覆華蓋 2.意走奇門身自空：（順勢卸勁，將勁力自背門卸出，使自身創傷降至最低，道經、空自在這類的招數，李大最後一戰只攻不守，否則勝負難料。） 3.移經走穴遁神奇：（氣走諸穴，穴道經絡全部移位，類似反控制類的技巧，克制截脈鎖穴之類的武功，即使是天下擒拿手之王的“大棄子擒拿手”亦難以在此招之下取得上風。） 4.奇罡奇氣歸一宗：（瞬間集中全身罡炁守護被攻擊的一點，固若金湯，缺點——守護範圍小，損耗亦大） 身法篇 1.奇行疾走御風飆：（御風而行，重點就是“快疾”二字，李大憑此身法，速度絕不遜於柳五與狄飛驚） 2.龍騰迷踪奪離奇：（如果奇行疾走御風飆是快的話，那麼龍騰迷踪奪離奇就是真正的奇，龍騰九天，迷幻莫測，無從捉摸，靈活多變，堪比邪王石之軒的幻魔身法、山君的九宮飛星步、劍痴的醉步這類難以捕捉的身法輕功） 3.馭虛踏空絕世奇：（懸浮半空，從了可以作整頓審視戰局之用，亦可藉此自上而下以加快攻速，增強攻勢，不過應該耗力極大，難以持久） 攻擊篇 1.大巧若拙奇中藏：（單發強而且不顯山露水，看上去平凡的一拳其實內藏奇妙勁道，據燕狂徒所言，此招精妙之處在於內息運轉時瞬間讓勁力倍數暴增，李大常常以此招作為當頭炮炮） 2.混沌唯握吐奇炁：（用“握”這一動作激發招式，以擴散球形氣場對空間進行擠壓，破解一切不真實的攻勢，叫敵無所遁形，主要作用還是牽制對手，使其在球形氣場之內動彈不得，唐大心中便有“幹嘛，怎麼動彈不得”的感受，李大最後一戰更是用此招將力量壓縮在雙手之中，力量更具爆炸力） 3.奇風突出盪千軍：（以雄渾內家真氣為根基，雙拳揮舞出連綿綢帶形態的拳風柔勁，攻不強，主輔助，用此招帶歪對手攻擊，爭取反擊，亦可牽制對手，攻守俱佳） 4.衝奇雷伏震霹靂：（勁若奔雷，勢如霹靂，剛猛霸道，我對此招的理解是獨陽獨剛綻奇華的升級版，正所謂陽極生雷，這招雷拳重攻重力重殺傷，李大最後對決關七時，就是一直用這招，而沒有用獨陽獨剛綻奇華，這應該能證實我的觀點） 5.出奇制敵勢先馳：（ 以炁生勢，以勢造形，身法與攻擊完美結合在一起，無中生有，有些類似於殘像拳，蠱惑敵人，難辨真偽，要點在於誘敵上當，尋機殲敵） 6.碎暴崩奇殺連環：（重拳連擊，直如千軍萬馬，得勢不饒人，威力無儔，對卸勁類空自在、空守道武功極有針對性，足可叫敵卸無可卸） 7.潛奇蟄伏衝雲霄：（內力貫 入土中，潛勁破土而出，直沖霄漢，比鐵手的臥虎潛龍、赤殺王的五雷轟頂這類借土傳勁的招式更優勝，威力更大，防不勝防。） 8.雙奇出海霸南北：（內力破體而出，以沖擊波形態衝雙拳擊出，受敵兩面夾攻之時，此招應是首選） 9.獨陽獨剛綻奇華：（拳勁貫滿雄渾純陽真氣，陽剛霸烈，極其強硬的一拳，破解王小石最強殺著—《明分暗合·緣滅緣生》便是用此招，原因就在於打亂了王小石的陰陽乾坤氣場） 10.孤陰孤柔逆奇流：（如果獨陽獨剛綻奇華是強硬的話，那麼孤陽孤柔逆奇流則是強韌，陽剛陰柔二氣相結合，剛中帶柔的一招，我估計應該是擾亂對手內息的一招。我以前也和許多人猜測這招的名字是不是編輯部的弄錯了一個字，是不是把“陰”搞成了“陽”字，但這招只出來過一次所以無從考究，不過現在想想也沒什麼，老李總是那麼陽剛搞個“陰”字反而不相稱了） 11.九九有盡奇正錯：（一招九擊，一拳快愈一拳，但最厲害所在，是每一拳均潛藏剛柔反复奇正錯亂的餘勁，猶如水銀瀉地無孔不入，縱有絕頂護體神功也疲於奔命，難以招架。如果說碎暴崩奇殺連環是針對道經，那麼九九有盡奇正錯就是針對金鐘罩。） 12.攻奇無備貫殺氣：（類似隔山打牛，拳擊前胸，拳勁從後背殺出，以攻為守，其他威力我亦有猜想，前提應該是藉體傳勁，而且必須是人體，實用價值似乎不太高） 13.奇門暗啟借天威：（招雷引電，借自然雷電加強雙拳攻擊力。） 14.“終極一奇.浩劫之拳”--來世再見奇緣盡（燃燒生命的一奇，以生命力推動，李老大曾一擊將黑水道、唐門、墨家十四名絕頂高手全部擊敗，臨死前為摯愛趙師容取名為來生再見奇緣盡） |

- 柳隨風

“權力幫”二當家，總管兼智囊，輕功冠絕江湖。冷靜睿智，風流倜儻。
武功:風流玩意、風流暗勁
| 風流玩意 風為速，流是勢，玩味變，意隨機。 - 夢月追星 - 彈指霹靂 - 離火鳳凰 - 神雷飛戟 - 暗有靈犀 - 弱柳扶風 - 雪落無聲 - 走馬看花 - 杯酒貪歡 - 夜畫芙蓉 - 風流遺恨(最強殺著) |

- 趙師容

“權力幫”三當家，也是幫主夫人，色藝雙絕，高傲冷豔。
武功:胭脂腿(回眸一笑、望穿秋水)、紅顏劍(梨花落紅、愛欲分離、名花有主、風鬟雨鬢)

#### 『八大天王』
- 劍王屈寒山

武功:大道劍法、一劍光寒四十州、掌劍
- 刀王兆秋息

武功:極惡刀法（惡貫穹蒼、惡意無限，惡絕地府）
兵器:窮凶刀
- 人王鄧玉平

武功:少陽訣、浮生六劫（烽煙四起、滿目瘡痍、人禍天災）
- 火王祖金殿

武功:盤古火印

#### 『十九人魔』
九天十地，十九人魔。
- 血影魔僧（武功：金剛七打。）
- 暗殺人魔
- 黑劫魔髏（武功：黑銷雪骨爪。）
- 幽白魔燈
- 鐵腕神魔（武功：開天破地百煉臂。）
- 神拳天魔（武功：龍行八卦掌）。）

### 『金風細雨樓』
- 蘇夢枕

江湖四大勢力之一“金風細雨樓”樓主，紅袖神尼弟子，溫柔師兄。為人雄才偉略、重情重義，為黑道中的一股少壯清流。
武功:紅袖刀法、紅袖心經/抱憾禪功
兵器:紅袖刀
| 紅袖刀法 - 龍飛袖舞 - 兩袖青鋒 - 拂袖而去 - 袖裡乾坤 - 雲袖分濤 - 紅袖飄香 - 流霞飛袖 - 袖影翩翩 - 袖裡乾坤 - 奪袖凌空 |

- 楊無邪(金風細雨樓總管。)
- 師無愧
- 花無錯

### 『六分半堂』
- 雷損

江湖四大勢力之“六分半堂”總堂主，為上一代黑道巨擘，為人老練，為維護基業不昔一切。
武功:快慢九字訣
| 快慢九字訣 - 孤獨印·臨 - 主穩，固若金湯。(防禦，如鐵璧銅牆，不動如山，刀槍不入，水火不侵。) - 大金剛輪印·兵- 主力，無堅不摧。(暴烈，勁聚如椎，無堅不摧，豁盡功力集束匯聚。) - 外獅子印·鬥 - 主鳴，霹靂鏗鏘。(震撼，印指叩擊，圖生金鐵錚鳴巨響，音頻既尖且猛，刺耳撼腦。) - 內獅子印·者 - 主復原，百劫不倒。(提升自我復原、辟毒能力，內傷、外傷、毒皆傷可自我復原排毒。) - 外縛印·皆 - 主感應，趨吉避凶。(五官六感接提升超凡敏銳之境。) - 內縛印·陣 - 主隱，任我縱橫。(走疾，藉瞬間爆發力提升速度，短距離內快如閃電，猶如隱形。) - 智拳印·列 - 主空間，天地無用。(封禁閉，氣生於內而活於野，遮天蓋地網羅十方，另敵人如陷膠漆，任我魚肉。) - 寶瓶印·前 - 主光，陰邪辟易。(耀眼目，瞬間產生強烈光芒，以強光傷人眼目，另敵人短暫失明。) - 日輪印·在 - 主五元，生剋制煞。(攻必剋，一氣生五元，木火土金水，五股不同性質不同勢道的攻擊同時施展，相輔相生威力倍增。) |

- 狄飛驚

江湖四大勢力之“六分半堂”大堂主，外號“低首神龍”，行事低調、深沉難測，卻是六分半堂智囊兼主力。
武功:大棄子擒拿手、疾龍無影身法、眼刀
| 大棄子擒拿手 - 鎖魂絕脈 - 低首神龍 - 棄如敝履 - 七擒七縱 - 棄卒保帥 - 錯落有致 - 舉手不回 |

- 雷動天(二堂主)
- 雷暴(三堂主)
- 雷恨(四堂主)
- 雷滾(五堂主)
- 雷嬌(六堂主)
- 豆子婆婆(七堂主)
- 花衣和尚(八堂主)
- 霍董(九堂主)

### 『迷天盟』
- 關七

江湖四大勢力之“迷天盟”盟主，武功出神入化，已臻登峰造極境界；瘋癲狂傲卻又膽大心細，重義講理卻又殺人盈野，是一位真情至性的絕世瘋子。
武功:先天無相神功、先天無相指劍、破體無形劍氣、孤寂的劍、化緣有道
| 先天無相指劍 - 先天無相指劍：以念馭氣聚為劍，四手一足化五變 - 霸劍 剛猛霸道，摧枯拉朽，當者披靡；雙劍合擊、霸劍縱橫、霸劍連環(拇指發勁) - 柔劍 輕柔飄忽，綿韌如鞭；十面鋒流、十面鋒寒、鋒柔蝕骨(小指發勁) - 彈劍 勁急靈速，與暗器有異曲同工之似(無名指發勁) - 正劍 含霸劍剛強，具柔劍靈巧，埋身近鬥無往不利；飛蝗劍雨、鋒芒鑽破(食.中兩指發勁) - 趾劍 腳趾運劍，腳出殺鋒，勁銳如劍，御劍而行；一趾風行、連環趾劍、風迴急轉(腳拇指發勁) - 合招：柔曲彈直 雙劍齊飛；霸劍合擊·鑚破锋芒 - 破體無形劍氣：隨念而生破空而出，快疾如電靈動若風，穿林開山無體不破，以元氣摧動精神駕馭的死亡之劍，初階借死靈之氣、中階借草木之氣、高階借天地之氣 |

## 江湖其他勢力

### 『連雲寨』
- 戚少商

連雲寨雙寨主之一，外號“九現神龍”。
武功:一字劍法、 逆水劍訣（雪窟冰天、滴水成冰、鋒寒初露）
兵器:逆水寒
| 一字劍法 - 一触即发‧勢如千钧 - 一元復始‧萬發無終 - 一筆勾消‧橫瀾截浪 - 一往無還‧夸父追日 - 一衣帶水‧浪淹七軍 - 一瀉千里‧大氣磅礡 - 一無所有‧空空如也 - 一曝十寒‧陰極生陽 |

- 顧惜朝
- 阮明正
- 小苦女

### 『黑水道』
- 朱順水

人稱“朱大天王”，海上霸王。
武功:黃河氾濫掌、滄溟長江訣
- 柔水神君(雍希羽)

武功:柔水無常刺
- 烈火神君(蔡惠臣)

武功:混元離火掌'

### 『蜀中唐門』

#### 『唐門五寶』
“唐門有五寶，破碎滅絕不會老。”
- 唐大

唐門門主，外貌有如小孩童，其實已達花甲之年。
武功:魔道童子功、阿陀吠法輪
- 唐破(精通唐門絕技“渾元小爆破”。)
- 唐碎(一手奇門武器“丈內碎”，專破護體神功。)
- 唐滅(唐門第一女將，修練“妖葵真經”。)
- 唐絕(江湖傳聞:“左無情，右隨風，勿忘唐中絕。”可以與四大名捕的無情和權力幫的柳隨風齊名江湖，暗器之高明可見一斑。)

#### 『唐門四煞』
“青紅皂白，唐門四煞。”
- 唐青絲
- 唐紅
- 唐黑心
- 唐白旬

#### 『唐門雙鬼』
- 唐魅（武功：陽煞魅刀。）
- 唐魍（武功：陽神鬼斧。）

### 『墨家』
- 墨攻

武功:空守道

### 『慕容世家』
- 慕容傲

武功:五象無妄劍訣
| 五象無妄劍訣 雲電雷雨雪，劍飲無妄血。 - 雪埋鋒吐 - 驚電橫空 - 春雷初綻 - 殘風陣雨 - 雲裡纏綿 - 宇內空明(最強殺著) |

### 『蕭家劍廬』
- 蕭青揚

武功:浣花劍勢(劍氣長江、漫天花雨)
兵器:長歌

## 江湖奇能異士
- 蕭秋水

江湖尊稱為“神州奇俠”，上代江湖的傳說神話，武功超凡入聖，當今神州第一高手。
武功:忘情天書、浣花劍勢、阿难陀指、天下四大絕招、驚天一劍
| 忘情天書 忘情天書所錄的劍法，其實也是心法、身法、招法、技法...忘情天書的武功，十分怪異，著重的是境界、感覺、情態、氣勢。忘情天書的武功，只適合一人所學，多人學習使心意不能相通，學習愈精專，愈加苦研，結果感情愈易決裂，自身性情不由控制，後果不堪收拾。忘情天書共分十五訣-- - 天意 - 地勢 - 君王 - 親思 - 師教 - 金斷 - 木頑 - 水逝 - 火延 - 土掩 - 日明 - 月映 - 風流 - 雲翳 - 我無 |

- 燕狂徒

權力幫前幫主，上代江湖的傳說神話，古往今來我最狂！武功深不可測，形跡飄忽無定，心中圖謀更叫人驚心動魄。
武功:玄天化炁十重天、玄天烏金掌、先天無相神功、先天無相劍指、破體無形劍氣、四化邪功(化心忘我、化屍無跡、化魂無敵、化緣有道)
- 沈虎禪

七大寇之首，以殺悟禪，堅信“人皆可殺”。
武功:阿難地經、禪意六道
兵器:阿難刀
| 禪意六道 1.尋道 2.问道 3.参道 4.悟道 5.叛道 6.滅道 |

- 唐斬

被譽為“天下第一殺手”，但最厲害的不是武功，而是殺人的智慧。
武功:火焰刀、鳶飛魚躍步
| 火焰刀 - 旭日輪 - 中天爆 - 火雲飚 - 残阳血(最強殺著) |

- 李布衣

人稱“布衣神相”，仁慈寬厚，俠義無雙，相人批命無一不中，武功高絕卻絕不殺人，是江湖濁流中的超群人物。
武功:易命八卦掌、九宮飛星步
- 百年孤寂
- 血河六仙

### 『血河六仙』
“虎鶴雙刑，蛇鼠一窩，猿軍狗黨”
- 刑虎（武功：虎嘯誅神訣。）
- 刑鶴（武功：遊魂野鶴戰。）
- 白素貞（武功：血河十八法。）
- 風無牙（武功：飛鼠神通。）
- 墨蠻（武功：元劫霸道。）
- 犬娘養（武功：魔獒七噬。）

## 神兵利器
- 挽留神劍(江湖傳聞:“血河紅袖，不應挽留”，挽留神劍為四大神兵之一，似劍非劍，似刀非刀，內藏乾坤，可分為子母雙刃。)
- 血河古劍(江湖傳聞:“血河紅袖，不應挽留”，血河古劍為四大神兵之一，劍如其名，被血河古劍割到的傷口，都不會癒合，血流成河。)
- 紅袖刀(江湖傳聞:“血河紅袖，不應挽留”，紅袖刀為四大神兵之一，刀锋透明，刀身绯红，令人一见难忘。)
- 不應魔刀(江湖傳聞:“血河紅袖，不應挽留”，不應魔刀為四大神兵之一，原著中為六分半堂總堂主雷損之佩刀，可惜沒有在漫畫中出現過。)
- 逆水寒(“紅袖刀絕，逆水劍寒”,兩大利器齊名江湖，為一時瑜亮。)
- 浣花劍(蕭家家傳寶劍。)
- 阿難刀
- 窮凶刀

## 相關
- 刀劍笑